# Celerina heffernani
Celerina heffernani is een zeester uit de familie Ophidiasteridae.
De wetenschappelijke naam van de soort werd in 1936 gepubliceerd door Livingstone.